# Edoardo Reja
Edoardo »Edy« Reja, italijansko-slovenski nogometaš in trener, * 10. oktober 1945, Ločnik, Gorica, Italija.

## Kariera
Reja je rojen v Ločniku pri Gorici slovenskem očetu in furlanski materi. Tekoče govori vse tri lokalne jezike, slovensko, furlansko in italijansko. Na položaju vezista je igral za klube SPAL, Palermo in Alessandria. Skupno je v italijanskih ligah med letoma 1963 in 1975 odigral 270 prvenstvenih tekem in dosegel štiri gole.
V svoji dolgoletni trenerji karieri je vodil številne italijanske klube ter kot edini neitalijanski klub hrvaški Hajduk Split med letoma 2009 in 2010. S kluboma Brescia in Vicenza je osvojil naslov prvaka v Serie B, s kluboma Cagliari in Napoli pa naslov podprvaka. Z Napolijem je osvojil tudi naslov prvaka v Serie C1. Od januarja 2014 je vodil Lazio v Serie A, ki ga je bil vodil že med letoma 2010 in 2012. Nazadnje je vodil reprezentanco albansko reprezentanco, leta 2023 je vodil ND Gorica.

## Uspehi

### Kot nogometaš
SPAL 1907
- Campionato Nazionale Primavera (1): 1964/65

U.S. Alessandria Calcio 1912
- Serie C1 (1): 1973/74

### Kot trener
Brescia Calcio
- Serie B (1): 1996/97

Vicenza Calcio
- Serie B (1): 1999/00

Cagliari Calcio
- Serie B (podprvak): 2003/04

Napoli FC
- Serie C1 (1): 2005/06
- Serie B (podprvak): 2006/07